# شیپکا ۲۵۳۰
سیارک ۲۵۳۰ (به انگلیسی: 2530 Shipka، نامگذاری:1978NC3) دو هزار و پانصد و سیمین سیارک کشف شده‌است که در ۹ ژوئیه ۱۹۷۸ کشف شد.
قدر مطلق سیارک برابر ۱۱٫۷۰ است.